# デザイナーズハーバリウム
デザイナーズハーバリウム (Designers Herbarium) とは、デザイナーの想いやこだわりを形にするために作られた新しいハーバリウムの技法である。小瓶等を使い、鑑賞目的に作られるようになったハーバリウムはハンドメイドで気軽に楽しめることが魅力である。

## 概要
その作り方は簡単である。瓶の中にデザインをイメージし、ドライフラワーやプリザーブドフラワー

等の花材同士の引っ掛かりを調整しながら配置し、ミネラルオイルやシリコンオイルを流し混むだけで完成する。しかし、オイルの注入時に花材が浮く、レイアウトが崩れる、輸送時の安定性にかける課題があった。それらの課題をデザイナーズハーバリウムでは、透明なクリップを用いることで克服し、作業効率を改善し、デザイン性の幅を向上させることが特徴である。

## 関連図書
- Designers Herbarium Collection: 想いを形に、花でつくる新感覚アート (日本語) 大型本デザイナーズハーバリウムコレクション　小河原 晴美 (著)、誠文堂新光社刊　ISBN 978-4416920633